# Meniskusriss

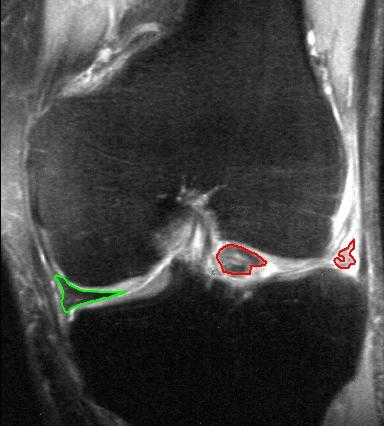
Korbhenkelriss, Ansicht von vorne. Große Anteile des Außenmeniskus (rot) sind nach innen in das Gelenk verlagert. Der Innenmeniskus (grün) ist noch intakt.

Als Meniskusriss oder Meniskusruptur bezeichnet man einen Riss eines oder beider Menisken des Kniegelenks. Innenmeniskusverletzungen (also des Meniscus medialis) sind wesentlich häufiger als die des Außenmeniskus (Meniscus lateralis). Die Risse werden nach ihrer Verlaufsrichtung in Längsriss, Radiärriss und Schrägriss (Lappenriss) eingeteilt. Bezüglich der Raumebene unterscheidet man Vertikalrisse und Horizontalrisse. Sonderformen sind komplexe Risse, der Korbhenkelriss und ein „flipped meniscus“. Eine weitere Sonderform des Meniskusrisses betrifft den anatomisch und therapeutisch besonders zu behandelnden Scheibenmeniskus. Die Diagnose erfolgt durch klinische Untersuchung, Kernspintomographie und Arthroskopie (Gelenkspiegelung). Meniskusrisse sind recht häufig und oft bestehen keine Schmerzen oder Einschränkungen. Nicht jeder Meniskusriss muss behandelt werden.

## Häufigkeit
Es existiert eine prospektive Studie an 991 zufällig ausgewählten Menschen aus Framingham in Massachusetts. Zusammensetzung der Studienteilnehmer:
- 57 % Frauen
- 93 % Weiße
- 11 % Raucher

Bei 35 % der Teilnehmer zeigten sich Meniskusrisse oder schwere degenerative Meniskusschädigungen. Der Innenmeniskus war in 28 % und der Außenmeniskus in 12 % der Fälle betroffen. Von den 308 Teilnehmern (31 %) mit Meniskusriss wiesen 66 % einen Riss des Innenmeniskus, 24 % des Außenmeniskus und 10 % beider Menisken auf. In 66 % war das Hinterhorn, in 62 % der Zwischenbereich und nur in 11 % das Vorderhorn von Außen- oder Innenmeniskus betroffen. Der Riss war in 40 % der Fälle horizontal, in 37 % komplex, in 12 % schräg und in 15 % radiär sowie in 7 % longitudinal. Ein Meniskus konnte bei dieser Einteilung auch mehrere Risse aufweisen.
In der Altersgruppe 50 bis 59 Jahre betrug die Häufigkeit bei Frauen nur 19 %, während sie bei Männern und mit zunehmendem Alter größer wurde. Bei Männern zwischen 70 und 79 Jahren erreichte sie 56 %.
Bei Vorliegen einer im Röntgenbild gesicherten Arthrose (Kellgren-Lawrence Grad 2 oder höher) mit Knieschmerzen oder -steife zeigte sich eine Meniskusschädigung in 63 %. Bei asymptomatischen Teilnehmern in 60 %. Ohne radiologische Arthrosezeichen fanden sich bei Teilnehmern, die im Jahr vor der Untersuchung mindestens einmal Schmerzen im Knie hatten, bei 32 % der Teilnehmer Meniskusrisse. Ohne Beschwerden zeigten sich bei 23 % der Teilnehmer Meniskusrisse. In keiner Gruppe fand sich eine Korrelation zu Kniegelenksbeschwerden.

## Einteilung

Schadensbild:
a) Normalzustand
b) Längsriss
c) Schrägriss
d) Radiärriss
e) Degeneration

Die degenerativen Meniskusschäden beginnen immer zentral im Meniskus. Sie werden in vier Grade eingeteilt, wobei erst ab Grad 3 auch ein Meniskusriss vorliegt:
| Grad | Morphologie                                              |
| ---- | -------------------------------------------------------- |
| 1    | zentral, punktförmig                                     |
| 2    | Horizontal, aber nicht die Meniskusoberfläche erreichend |
| 3    | Bandförmig und die Meniskusoberfläche erreichend         |
| 4    | Mehrfach                                                 |

### Korbhenkelriss
Ein Korbhenkelriss ist die Bezeichnung für einen parallel zu der Hauptrichtung der Fasern verlaufenden Meniskusriss. Der Meniskus wird dabei entlang seines Verlaufes längs gespalten, das vordere und das hintere Ende des Fragmentes behalten weiterhin Verbindung zum Rest des Meniskus. Der freie Rand disloziert in den Gelenkspalt und verursacht akute Schmerzen sowie vor allem eine Blockade, die eine volle Streckung des Kniegelenks nicht erlaubt.
Diagnostisch kann so ein Korbhenkelriss bei der klinischen Untersuchung Probleme bereiten, denn manchmal legt sich das Fragment wieder an seinen Ursprung an, dann ist die „typische Meniskussymptomatik“ nicht zu finden.

### Degenerative Veränderungen
Genauso wie die Knorpelfläche eines Gelenkes sich im Laufe der Zeit degenerativ verändert, verschleißen auch die Menisken. Unter Last wird das Meniskusgewebe ausgewalzt, wird immer dünner, bis es schließlich zerreißt. Diese Veränderungen werden zusammenfassend als Meniskopathie bezeichnet und sind ein Teil des Geschehens bei der Entwicklung einer Arthrose. Bei Unfallverletzungen, die als Arbeitsunfall gelten sollen, ist die histologische Untersuchung des Meniskusgewebes von entscheidender Bedeutung für die Anerkennung eines ursächlichen Unfallzusammenhanges. Weitere degenerative Veränderungen können auch durch einen Eversionswinkel von ungleich null Grad verursacht werden.

## Therapie
Wie man einen schmerzhaften Meniskusriss behandelt, hängt von einigen Faktoren ab. Alter, Sportlichkeit und Schmerzen des Patienten spielen dabei eine große Rolle, in der Regel wird aber zunächst eine krankengymnastische Therapie empfohlen. Oft werden auch Salben, Schmerzmittel oder ein nichtsteroidales Antirheumatikum verordnet. Ziel ist die Symptomkontrolle, das Abklingen der akuten Entzündung.
Da die meisten Meniskusrisse keinerlei Beschwerden machen, ist dann auch keine Therapie notwendig, und bei Beschwerden muss eine Abgrenzung erfolgen, inwiefern diese tatsächlich vom Meniskusriss oder eventuell von anderen Problemen, wie z. B. einer gleichzeitigen Knorpelschädigung, verursacht werden.
Abgetrennte Meniskusteile können sich gelegentlich frei im Gelenk bewegen (freier Gelenkkörper, „Gelenkmaus“) und beispielsweise eine Gelenksperre verursachen. Meniskusgewebe hat die gleiche Oberflächenhärte wie der Gelenkknorpel, so dass bleibende Knorpelschäden die Folge sein können.
Symptome für einen gerissenen Meniskus sind meist Beuge- und Streckdefizite. Hinzu kommen starke Schmerzen in der Kniekehle und an den Seiten über dem betreffenden Meniskus, die bis ins Schienbein ziehen können.
Vor einer Operation muss die Diagnose meist durch eine MRT bestätigt werden. Dann erfolgt bei älteren Menschen mit geringem sportlichen Anspruch meist eine teilweise Resektion der gerissenen Meniskusanteile mittels Kniegelenks-Arthroskopie (Gelenkspiegelung). Besonders bei Kindern und Jugendlichen haben die Menisken eine zentrale Aufgabe bei der Kniegelenksfunktion und bei deren langfristigem Erhalt. Daher sollten bei Kinder, Jugendlichen und sportaktiven Erwachsenen Meniskusrisse am besten operativ, d. h. arthroskopisch mit einer Naht behandelt werden, um so wenig Meniskusgewebe wie möglich zu opfern.
Von entscheidender Bedeutung bei der Therapie von Meniskusschäden ist die Beachtung der aktuellen Stabilitätssituation des betroffenen Kniegelenks. Eine Meniskusnaht oder -transplantation sollte nicht ohne (gleichzeitige) Stabilisierungsoperation bei z. B. Kreuzbandriss durchgeführt werden, da die Instabilität primär für die Meniskuspathologie verantwortlich ist.

### Meniskusrefixation (Meniskusnaht)

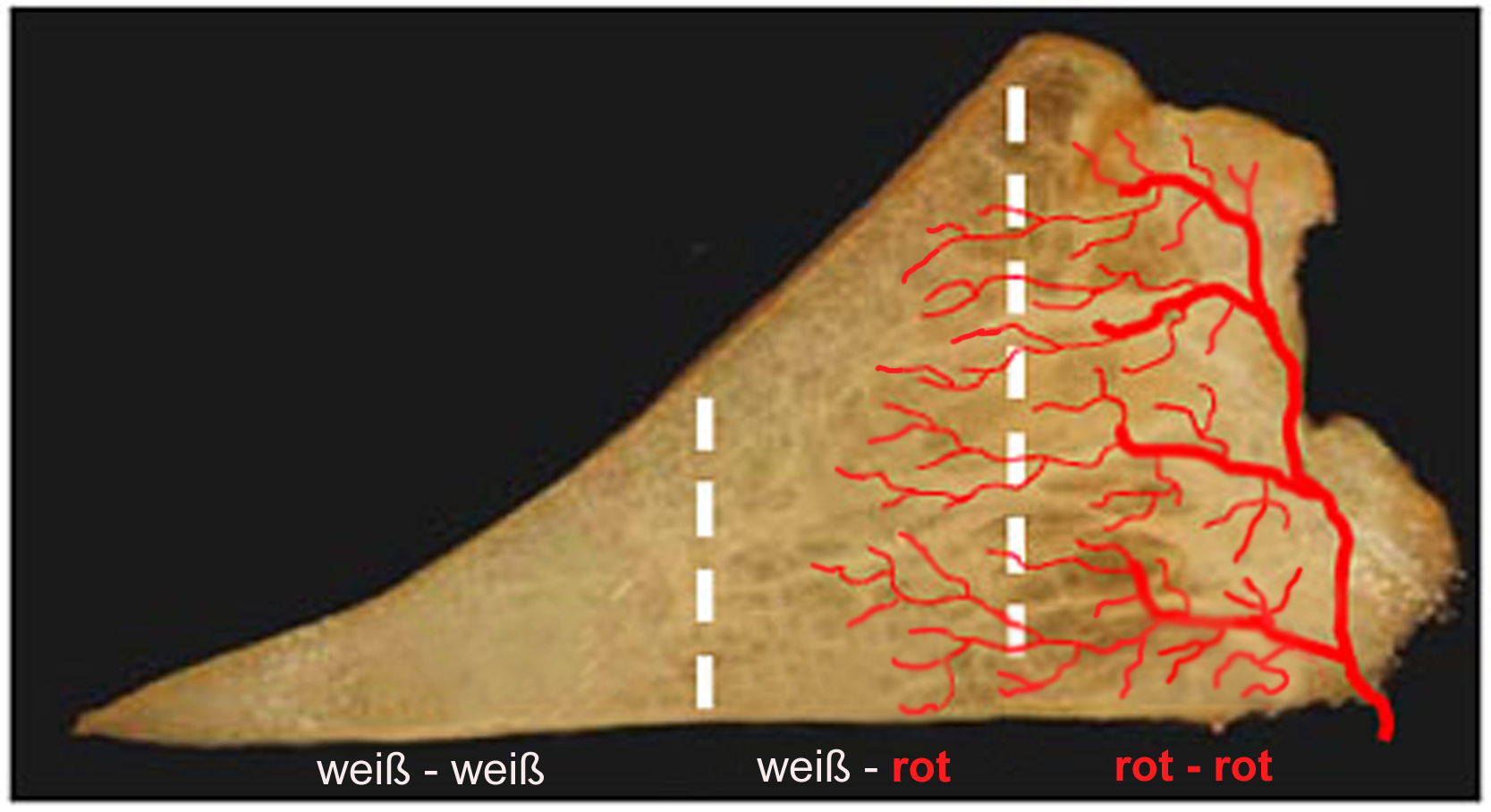
Schematische Blutversorgung im Meniskus: Einteilung in drei Zonen (weiß-weiß, weiß-rot, rot-rot)

Bei einer Meniskusnaht wird der Riss mit speziellem Nahtmaterial, Nahtsystemen oder Meniskuspfeilen aus resorbierbaren Materialien wieder befestigt. Dies ist allerdings nur bei bestimmten Rissenformen und in durchbluteten Bereichen (rot-rote bzw. rot-weiße Zone) möglich. Bei jüngeren Patienten wird auch bei weniger basisnahen Rissen eine Refixation versucht, um denkbare Folgen einer Meniskusresektion auf das Gelenk möglichst zu vermeiden. Je früher Meniskusrisse operativ versorgt werden, desto größer ist die Aussicht auf eine Ausheilung. Zur Verbesserung der Einheilung wird neben den Nähten eine Anfrischung der Risszone (sogenanntes Needling, also „Nadeln“) durchgeführt, wodurch die Durchblutung lokal verbessert wird. Bei ausgedehnten Rissen mit hoher Bedeutung einer Ausheilung wird zusätzlich die Eröffnung der Spongiosa im Kniegelenk durchgeführt. Dazu wird mit einer arthroskopischen Ahle oberhalb der Notch zwischen den Kondylen eröffnet. Das dadurch austretende stammzellreiche Blut trägt erheblich zur Heilung bei. Das erklärt auch, warum Meniskusnähte aufgrund der Anlage von Bohrkanälen bei einer Kreuzbandplastik eine deutliche besser Heilungstendenz haben.
Anschließend muss der genähte Meniskus heilen. Dazu wird die Bewegung des Kniegelenks in der ersten Phase nach der Operation eingeschränkt, wozu eine Schiene zur Bewegungslimitierung getragen wird. Die Belastung kann schnell aufgebaut werden, da der Meniskus dabei nicht belastet wird. Nach etwa drei Wochen kann die Bewegung des Kniegelenks zunehmend freigegeben werden, eine vollständige Aufnahme der sportlichen Tätigkeit erst nach einem halben Jahr, bei gutem Verlauf der Heilung eventuell auch früher. „Sanfte“ sportliche Tätigkeiten, wie zum Beispiel Krafttraining, Radfahren oder Schwimmen können nach circa zwei Monaten aufgenommen werden. Ein Erhalt des Meniskus mittels Naht ist die erfolgreichste Behandlung mit der besten Perspektive für das Kniegelenk.

### Meniskusresektion
Die andere operative Variante ist die arthroskopische Meniskusteilresektion: Hierbei wird das gerissene Stück des Meniskus entfernt. Nach einer Teilentfernung des Meniskus kann bereits am Operationstag ein schmerzorientierter Übergang zur Vollbelastung erfolgen. Unterstützend können Unterarmgehstöcke für einige Tage verwendet werden. Begleitend wird in den ersten Wochen nach der Operation Krankengymnastik empfohlen. Die Arbeitsfähigkeit ist in der Regel nach ein bis zwei Wochen wiederhergestellt. Bei kniebelastenden körperlich tätigen Patienten kann es jedoch auch einige Wochen dauern, bis der Patient wieder seiner beruflichen und sportlichen Tätigkeit nachgehen kann. Die Teilresektion erfolgt insbesondere bei degenerativen und basisfernen Meniskusrissen sowie bei älteren Patienten ohne sportlichen Anspruch.
Vor dem Zeitalter der arthroskopischen Teilresektion erfolgte meist eine komplette Meniskusresektion mittels Arthrotomie, die ursprünglich in den 1970er Jahren von I. Smillie eingeführt wurde (der fälschlicherweise vermutete, dass sich der Meniskus neu bilden würde). Je mehr Meniskus reseziert wurde, desto frühzeitiger entwickelte sich eine Kniegelenksarthrose. In einer schottischen Nachuntersuchung mittlere vierzig Jahre nach einer kompletten Resektion des medialen oder lateralen Meniskus im Jugendalter (mittlere 15,6 Jahre) hatten bereits sieben von 53 Patienten eine Knieprothese (13,2 %) und alle anderen nachuntersuchten Patienten hatten deutliche bis schwere Zeichen einer Arthrose. Im Vergleich zu den Daten aus dem schottischen Prothesenregister ergibt sich ein 132-faches Risiko einer frühzeitigen Prothesenimplantation nach kompletter Meniskusresektion ohne Unterschied zwischen dem medialen und dem lateralen Meniskus. Auch die operative Behandlung eines Meniskusrisses bei bestehender Osteoarthrose bringt im Vergleich zur Krankengymnastik keine Vorteile.

### Meniskusersatz
Ein sogenannter „Meniskusersatz“, ein Implantat aus Polyurethan (Actifit), aus Kollagen (CMI) oder eines menschlichen Spenders (Allograft), wird an die Stelle des entfernten Meniskus eingesetzt, so dass sich bestenfalls ein körpereigenes Meniskusgewebe an dem Strukturat neu ausbilden kann. Allerdings zieht das Einsetzen eines solchen Implantats eine längere Nachbehandlung nach sich, Sportler müssen hier mit mehreren Monaten Pause rechnen. Ein Meniskusersatz kommt nur in sehr speziellen Fällen zur Anwendung und stellt deshalb kein Standardverfahren dar. Langzeituntersuchungen und kontrollierte klinische Studien, die den Ersatz mit der reinen Teilresektion vergleichen, sind hierzu veröffentlicht.

#### Transplantation eines Spendermeniskus
Patienten, die bereits in jungen Jahren unfallbedingt bzw. tatsächlich in Folge einer arthroskopischen Operation einen Meniskus verlieren, droht auf mittlere bis lange Sicht die Entwicklung einer Früharthrose, also ein beginnender schmerzhafter Knorpelschaden der Oberschenkelrolle und des Schienbeinkopfes. Schmerzen und Ergussbildung im Kniegelenk sind erste Anzeichen der Arthroseentwicklung und wichtiger Hinweis auf eine frühzeitige Überlastung des Gelenkabschnittes. Ein eher selten angewandtes Verfahren, das sich nicht als Standard etabliert hat, ist die Transplantation eines Spendermeniskus dar. Es kann sowohl der Innen- wie auch der Außenmeniskus ersetzt werden. Das Verfahren setzt eine genaue Diagnostik voraus, entsprechend müssen die Größe und auch Seite des Meniskus und die entsprechende Daten des Empfängers individuell aufeinander abgestimmt werden. Der Spendermeniskus wird in der Regel bei international tätigen Gewebebanken bestellt und wurde von Organspendern entnommen. Eine Abstoßungsreaktion wie bei inneren Organen mit einer lebenslangen Medikamenteneinnahme, wie sie z. B. nach Herztransplantationen erforderlich wird, ist nicht notwendig. Der Spendermeniskus wird unter sterilen operativen Bedingungen entnommen und der Spender nach international üblichen Kriterien auf Krankheitserreger untersucht. Dabei ist die Gefahr einer Übertragung von Infektionskrankheiten verschwindend gering, aber ebenso wenig zu vernachlässigen wie die ungeregelte rechtliche Situation für den Operateur in Deutschland. Dieser haftet nach derzeitiger Rechtslage allein für die Qualität des Spendermeniskus. Derzeit sind Transplantate mit einer behördlichen Zulassung in Deutschland erhältlich. Nach entsprechender Lagerung des Fremdgewebes wird die Meniskustransplantation durchgeführt. Der Spendermeniskus wird im Rahmen einer Gelenkspiegelung minimalinvasiv eingesetzt. Nach genauer Präparation des Spendermeniskus wird dieser über einen ca. 1 cm kleinen Zugang in das Kniegelenk eingebracht und an Ort und Stelle stabil vernäht. Die Nachbehandlung entspricht im Wesentlichen der nach einer Meniskusnaht. Die Transplantation eines Spendermeniskus dient in erster Linie der Vermeidung einer frühzeitigen Arthrose und der Behebung von Schmerzen. Eine intensive sportliche Belastung nach der Transplantation muss in Absprache mit dem Operateur geklärt werden. Klinische Studien zeigen eine deutliche Schmerzreduktion und ein sehr gutes Einwachsverhalten der Spendermenisken. Es gibt bisher keine kontrollierten klinischen Studien und der langfristige Wert dieser Maßnahme ist weiter nicht geklärt. Die überwiegende Zahl der Patienten kommt mit dem Spendermeniskus gut zurecht, unter Umständen sind begleitende Operationen zur Beinachskorrektur notwendig, um eine optimale Entlastung des geschädigten Gelenkabschnitts mit dem Spendermeniskus zu erzielen.

#### Implantation eines künstlichen Meniskus
In den Jahren bis 2015 hatte die Bedeutung künstlicher Meniskusimplantate zugenommen. Wenn große Teile des Meniskus entfernt werden müssen, kann die Auffüllung des Defektes mittels Meniskusimplantat in Erwägung gezogen werden. Insbesondere symptomatische Patienten können von der Wiederherstellung der zirkulären Struktur profitieren. Maßgebliche Faktoren für oder gegen den Einsatz der Implantate sind: intakte Meniskusrandleiste, Knorpelstatus, Beinachsendeformität, Compliance.

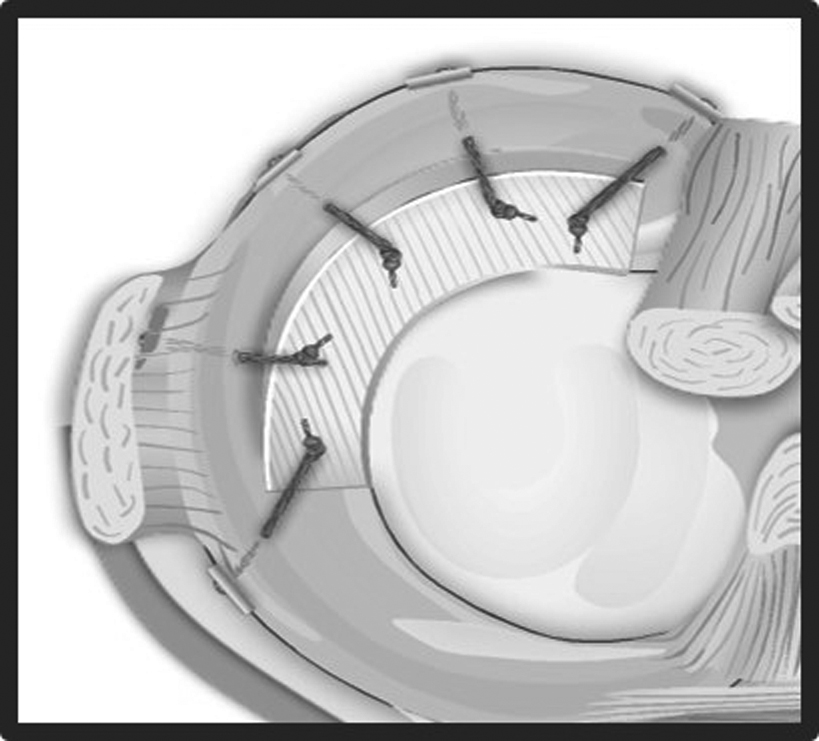
Eingenähtes, künstliches Meniskusimplantat

Es können sowohl der Innen- als auch der Außenmeniskus substituiert werden. Die Materialien der gängigen Implantate bestehen aus Collagen (biologisch) oder Polyurethan (synthetisch). Die Größe des Implantats wird während der Operation angepasst und anschließend wird es im Defekt mittels arthroskopischer Nahtsysteme fixiert. Das betreffende Kniegelenk muss danach geschont werden, damit das Gewebe regenerieren kann. Derzeit gibt zwei zugelassene Meniskusimplantate:
- Synthetisches Meniskusimplantat:  Das Meniskusimplantat aus dem Kunststoff Polyurethan (Actifit) hat seit dem Jahr 2008 eine europäische CE-Kennzeichnung. Zu diesem Meniskusimplantat liegen nur Verlaufsbeobachtungen vor, jedoch keine vergleichende randomisierte Studie. Anders als beim Kollagenmeniskus verwächst der synthetische Polyurethanmeniskus mit seiner Umgebung und wird nicht abgebaut.[15][16]

- Biologisches Meniskusimplantat:  Das Collagen Meniskus Implantat (CMI) besteht aus Rinder-Kollagen Typ 1, wurde von Richard Steadman entwickelt und wird seit 2000 eingesetzt. Es hat sowohl eine europäische CE-Kennzeichnung als auch eine amerikanische FDA-Zulassung. Das poröses Kollagengerüst des Implantats wird mit der Zeit vom Körper abgebaut und durch ein körpereigenes Meniskusregenerat ersetzt.[17][18]

Patienten profitieren durch den Einsatz beider Meniskusimplantate in erster Linie von einer Schmerzreduktion und von einer Beibehaltung des Knorpelstatus. Rund 60 Prozent erreichen wieder ihr Sportniveau vom Normalzustand. Nach Meniskustransplantation verlängert sich die Phase der Teilbelastung auf fünf bis sechs Wochen, ansonsten ergeben sich keine wesentlichen Unterschiede zur Meniskusnaht. Auch bei Einsatz eines künstlichen Meniskus sind etwa sechs Wochen Teilbelastung und das Tragen einer Orthese notwendig.
Inzwischen hat sich bei kritischer Betrachtung der Ergebnisse eher die Meniskustransplantation von Spendermenisken durchgesetzt, weil hier durch die Implantationstechnik mit Fixierung vorne und hinten am Meniskushorn auch der entscheidende mechanische Aspekt der stabilen Ringstruktur sichergestellt werden kann. Dies ermöglicht eine arthrosepräventive Wirkung des Transplantats.